# Малоандреевка
Малоандреевка (укр. Малоандріївка) — село,
Александровский сельский совет,
Магдалиновский район,
Днепропетровская область,
Украина.
Код КОАТУУ — 1222380505. Население по переписи 2001 года составляло 278 человек.

## Географическое положение
Село Малоандреевка находится в 2-х км от левого берега реки Кильчень,
в 1,5 км от села Запорожье.
По селу протекает пересыхающий ручей с запрудой.
Через село проходит автомобильная дорога Т-0410.